# 楳村修治
楳村 修治（うめむら しゅうじ、1951年 - ）は日本の写真家。
石仏の写真を中心に撮影し、個展・写真集・写真雑誌などで発表している。

## 人物
1951年、東京都日野市生まれ。
美術専門学校卒業後、デザイナーから公務員を経て、退職後フリーカメラマンとなる。
アマチュア時代にフォトコンテストで活躍し、現在は読売・日本テレビ文化センター恵比寿の写真教室の講師他、数多くのアマチュアクラブの指導を行う。
日本写真協会・日本自然科学写真協会・全日本山岳写真協会・日本石仏協会会員。

## 石仏写真
日本石仏協会ホームページの表紙写真に使用されている。
日本石仏写真俱楽部主宰。石仏をテーマにした個展を多数開催している。

### 個展
- 2006年 - 石仏写真展『美と存在』、ギャラリーf分の1[5]
- 2008年 - 石仏写真展〈祈り〉、ギャラリーf分の1[6]
- 2010年 - 石仏写真展〈まなざし〉、ギャラリーf分の1[7]
- 2012年 - 愛しき石仏たち〈願いを込めて〉、ギャラリーf分の1[8]
- 2014年 - 『記憶〜再生 福島の石仏』、ギャラリーf分の1[9]
- 2016年 - 愛しき石仏たち 未来に紡ぐ、ギャラリーf分の1[10]
- 2017年 - 美しき石仏たち、富士フォトギャラリー銀座
- 2017年 - 旅 エトセトラ、富士フォトギャラリー調布
- 2019年 - 愛しき石仏たち 生々流転、富士フォトギャラリー銀座[11]

### グループ展
- 2018年 - 石仏風土記 日本石仏写真俱楽部第7回作品展、富士フォトギャラリー銀座[12]
- 2018年 - Love Affair Tour of 第1回気ままな旅フォトクラブ写真展、富士フォトギャラリー銀座[13]

## 著書
- 楳村修治『楳村修治写真集【Sparkle-ARTISTIC LEG】』タロウ企画出版、1997年7月。ASIN 4795255857。ISBN 978-4795255852。OCLC 170173472。全国書誌番号:98019533。
- 楳村修治『出合いの瞬間(とき)―楳村修治写真集』光村印刷〈Bee books〉、1991年11月。ASIN 4896151216。ISBN 978-4896151213。
- 楳村修治『四季東京 新宿御苑写真集』ナビ出版、2002年12月15日。ASIN 4931569048。ISBN 978-4931569041。 NCID BA66169968。OCLC 675637251。全国書誌番号:20431468。
- 楳村修治『石仏写真集―閃光―』ナビ出版、2004年3月。ASIN 4931569080。ISBN 978-4931569089。 NCID BA67902925。OCLC 674701839。全国書誌番号:20660433。
- 楳村, 修治『心が癒される 石仏撮影を楽しむ』日本カメラ社〈日本カメラMOOK〉、2017年7月3日。ASIN 4817944099。ISBN 978-4817944092。OCLC 996368884。全国書誌番号:22916862。